# 世にも不思議な出来事
真夜中の恐怖、世にも不思議な出来事（原題 - Ghost Story、Circle of Fear）は、1972年から1973年までNBCで放送されたアメリカ合衆国のテレビドラマ。ウィリアム・キャッスルが製作総指揮を務めており、幽霊、吸血鬼、魔女などといった都市伝説の人物が本作に登場している。本作の音楽は、ビリー・ゴールデンバーグが担当している。本作ではミステリーと感じさせるほどの恐怖を描いた内容となっていたが、シーズン途中で視聴率が低下したため、第14話からタイトルが「Circle Of Fear」に変更され、キャボットの紹介シーンがカットされたが、たった9回で打ち切りとなった。日本ではフジテレビで1975年7月14日から「真夜中の恐怖」というタイトルで放送され、後から「世にも不思議な出来事」に変わった。2001年からはスーパーチャンネル→スーパー!ドラマTVで「世にも不思議な出来事」というタイトルで全22話が再放送された。2001年8月から9月までと2003年11月27日から2003年12月26日までは全22話が再放送されていたが、後年の再放送では第1話「恐怖の館」が欠番となっている。

## 登場人物
- セバスチャン・キャボット（司会、第1話 - 第13話）

吹替 - 高木均
※ ゲストには、パティ・デューク、ジェームズ・ファレンチノ、ヘレン・ヘイズ、キャロライン・ジョーンズ、ジェイソン・ロバーズ、パトリシア・ニール、ウィリアム・ウィンダム、ジーナ・ローランズ、メルビン・ダグラス、ステラ・スティーブンス、タイン・デイリー、デヴィッド・ソウル、カレン・ブラック、ジョディ・フォスターが毎回登場していた。

## エピソード
| 話数 | サブタイトル                                            | 原題                         | 放送日         |
| ---- | ------------------------------------------------------- | ---------------------------- | -------------- |
| 1    | 怪奇の館                                                | Dead We Leave Behind         | 1972年 9月15日 |
| 2    | コンクリートの柩                                        | The Concrete Captain         | 9月22日        |
| 3    | 殺しを呼ぶ悪夢                                          | At The Cradle Foot           | 9月29日        |
| 4    | 死界からの電話                                          | Bad Connection               | 10月6日        |
| 5    | 地下室の井戸 CS放送時の再放送:夢の世界か現実の世界か!   | The Summer House             | 10月13日       |
| 6    | 二人のロバート CS放送時の再放送:悪魔のようなもう1人の僕 | Alter-Ego                    | 10月27日       |
| 7    | 二児の霊魂 CS放送時の再放送:双子の妹を呼ぶ霊魂          | Half a Death                 | 11月3日        |
| 8    | 悪魔のくれたお人形                                      | House of Evil                | 11月10日       |
| 9    | 闇夜に吠える!                                           | Cry of The Cat               | 11月24日       |
| 10   | 吸血鬼のエレジー                                        | Elegy For A Vampire          | 12月1日        |
| 11   | 狂気の世界 CS放送時の再放送:サディストの館              | Touch of Madness             | 12月8日        |
| 12   | 怪!名犬の罠                                             | Creatures of The Canyon      | 12月15日       |
| 13   | 死霊のホテル                                            | Time of Terror               | 12月22日       |
| 14   | 面型スズメの影 CS放送時の再放送:黒い蛾の復讐            | Death's Head                 | 1973年 1月5日  |
| 15   | 木馬の復讐                                              | Dark Vengeance               | 1月12日        |
| 16   | 人を呑み込む家                                          | Earth, Air, Fire and Water   | 1月19日        |
| 17   | 上の部屋の秘密                                          | Doorway to Death             | 1月26日        |
| 18   | 消えた女の謎                                            | Legion of Demons             | 2月2日         |
| 19   | 死者が夜来る                                            | Graveyard Shift              | 2月16日        |
| 20   | 死者の復讐                                              | Space Parts                  | 2月23日        |
| 21   | 迷える亡霊                                              | The Ghost of Potter's Field  | 3月23日        |
| 22   | 二つの顔の殺人鬼                                        | The Phantom of Herald Square | 3月30日        |